# Kinesuchus overoi
Kinesuchus overoi — викопний вид крокодилоподібних плазунів родини Peirosauridae, що існував у кінці крейдового періоду. Вид описаний у 2018 році з фрагментарних решток щелепи, що знайдені в Аргентині у відкладеннях формації Бахо-де-ла-Карпа.